# 餉潭 (大字)
餉潭，是台灣屏東縣新埤鄉的一個傳統地域名稱，位於該鄉東南部。相較於今日行政區，其範圍大致包括餉潭村東南半部、箕湖村東部、建功村東北部、萬隆村不含西部邊界地帶南段及西北部邊界地帶及北部邊界地帶東段，以及枋寮鄉的玉泉村北部邊界地帶中至東段。
本地區境內主要聚落為餉潭、下獅頭（獅頭），設有餉潭國小。

## 歷史
台灣日治初期，餉潭地區為一街庄，稱為「餉潭庄」（舊制街庄），隸屬於港東中里。該庄昔日西及北與糞箕湖庄為鄰，東與蕃地為鄰，南邊為大響營庄。
1901年（日治明治三十四年）11月11日，全台廢縣廳改設二十廳，該庄隸屬於阿猴廳。1904年（明治三十七年）4月15日，該庄編入「新埤頭區」，隸屬於阿猴廳。1905年（明治三十八年）4月1日，阿猴廳改稱「阿緱廳」。1909年（明治四十二年）10月25日，全台合併二十廳為十二廳，新埤頭區仍隸屬於阿緱廳。1920年（大正九年）10月1日，全台地方制度大改正，廢十二廳改設五州二廳，該庄改制為「餉潭」大字，隸屬於高雄州潮州郡新埤庄（新制街庄）。
戰後新埤庄改制為新埤鄉，隸屬於高雄縣，大字亦改制為村。1950年（民國39年）10月1日，高、屏分治，新埤鄉改隸屬於屏東縣。
相較於今日行政區，本地區的範圍大致包括餉潭村東南半部、箕湖村東部、建功村東北部、萬隆村不含西部邊界地帶南段及西北部邊界地帶及北部邊界地帶東段，以及枋寮鄉的玉泉村北部邊界地帶中至東段。

## 聚落
本地區發展較早的聚落為餉潭、下獅頭（獅頭），在日治期初期的官方地圖上已有記載。

## 交通
縣道185號又稱「沿山公路」，是大津至枋寮的南北向道路，經過本地區的餉潭聚落西郊。由該道路北行可前往萬巒鄉、萬巒鄉/瑪家鄉交界地帶、瑪家鄉/內埔鄉交界地帶、內埔鄉東北端、三地門鄉西南端等地；南行可前往枋寮鄉，並止於枋寮市區東郊的省道台1線路口。
鄉道屏113線是古樓至餉潭的道路，其南側端點（終點）位於本地區中部偏北北西、餉潭聚落西郊的縣道185號暨鄉道118線轉角路口。
鄉道屏115線是獅頭至南和的道路，其北側端點（起點）位於本地區中部的縣道185號路口，由此向南南西會經過本地區的獅頭聚落。
鄉道屏118線是新埤至望嘉的道路，其東側端點（終點）位於本地區東部邊界地帶的望嘉部落入口處，由此向西北蜿蜒而行，會經過本地區的餉潭聚落。

## 學校
- 餉潭國小

## 公務機關
- 屏東縣政府警察局潮州分局餉潭派出所